# 約布斯特·赫爾曼 (利珀)
約布斯特·赫爾曼（德語：Jobst Hermann zur Lippe，1625年2月9日—1678年7月6日），利珀伯爵，西蒙七世的幼子，利珀-比斯特費爾德家族的始祖。

## 家庭
1654年，約布斯特·赫爾曼與塞恩-維根斯坦-霍恩施泰因伯爵約翰八世的女兒伊莉莎白·朱麗安（Elisabeth Juliane）結婚，兩人共有4子4女：
1. 約翰·奧古斯特（1657年—1709年）
2. 特奧多爾·阿道夫（1660年—1709年）
3. 瑪麗亞·克莉絲汀（1662年—1710年）
4. 安娜·奧古斯塔（1665年—1730年）
5. 約翰·腓特烈（1666年—1712年）
6. 魯道夫·斐迪南（1671年—1736年）
7. 索菲亞·朱麗安娜（1676年—1705年）
8. 赫爾敏·潔絲汀（1678年—1704年）